# Cuero
Cuero település az Amerikai Egyesült Államok Texas államában, DeWitt megyében, melynek megyeszékhelye is. Lakosainak száma 8128 fő (2020. április 1.).

## Népesség
A település népességének változása:

| 2010 | 6 841 |
| 2020 | 8 128 |